# 週三怎麼樣
週三怎麼樣（日语：水曜どうでしょう；台譯玩轉世界瘋很大）是日本北海道電視台（HTB）製作的一個深夜綜藝節目。該節目始播於1996年10月10日，由鈴井貴之及大泉洋出演，最初僅計劃播出半年，但因廣受好評而得以繼續。2002年9月25日，該節目播出了其做為常規節目的最後一集，但仍繼續不定期以特別節目形式播出。
該節目堪稱北海道電視台最成功的深夜綜藝節目：該節目不僅銷售至神奈川電視台等非全日本新聞網（ANN）成員電視台播出，大泉洋亦因該節目成為日本家喻戶曉的人物。

## 外部連結
- 水曜どうでしょう official website （页面存档备份，存于）
- YouTube上的水曜どうでしょう YouTube公式チャンネル頻道
- YouTube上的藤やんうれしーの水曜どうでそうTV頻道（ディレクター陣がメインのチャンネル。HTBは直接関わっていない）
- 週三怎麼樣的TikTok
- 水曜どうでしょう：HTB 北海道 on デマンド （页面存档备份，存于） - HTBの公式オンデマンド動画配信サイト。番組の配信を行っている。
- CREATIVE OFFICE CUE オフィシャルサイト （页面存档备份，存于） - 大泉が所属し、鈴井が会長を務める芸能事務所。番組に全面協力。
- 水曜どうでしょうClassic （页面存档备份，存于） - テレ朝チャンネル
- 水曜どうでしょうClassic （页面存档备份，存于） - TOKYO MX
- 在Netflix上觀看《週三怎麼樣》